# 파키스탄군
파키스탄군(우르두어: پاکستان مسلح افواج)은 파키스탄의 군대이다. 현역 군인들에 의해 측정되는 세계에서 여섯 번째로 가장 큰 군대이고 주 방위군과 민군과 같은 몇몇 준군사 부대에 의해 지원을 받는 육군, 해군, 공군의 공식적으로 통일된 세 개의 군으로 구성된다. 군대의 구조에 있어서 중요한 구성요소는 파키스탄의 전술적이고 전략적인 핵무기 비축과 자산의 유지와 보호를 책임지는 전략 계획 사단이다. 파키스탄의 대통령은 파키스탄군의 총사령관이고 지휘 체계는 육, 해, 공군의 각각의 참모총장과 함께 합동 참모 위원회(JCSC)의 의장 아래에 조직된다. 모든 부서는 합동 참모 본부(JSHQ) 아래의 합동 작전과 임무 동안 체계적으로 조정된다.
1963년 중-파키스탄 협정 이래로, 파키스탄군은 JF-17, K-8, 그리고 다양한 무기 체계들을 개발하기 위해 공동으로 일하면서, 중국과 긴밀한 관계를 맺어오고 있다. 2021년 현재, 중국은 주요 무기들에서 파키스탄에 군사 장비들의 가장 큰 외국 공급자였다. 중국 인민해방군과 파키스탄 사이의 군사 협력은 합동 군사 훈련의 속도를 가속화했고, 그들의 점점 더 호환되는 무기 공급망과 네트워크 통신 시스템은 양측 간의 방어 능력의 통합을 가속화했다. 양국은 또한 그들의 핵과 우주 기술 프로그램들의 개발에 대해 협력한다. 이와 함께, 파키스탄군은 또한 역사적으로 미국과 관계를 유지하고 있으며, 이는 2004년 파키스탄에게 주요 비NATO 동맹국 지위를 주었다. 이와 같이, 파키스탄은 중국, 미국 및 자체 국내 공급자들로부터 군사 장비의 대부분을 조달한다.
2021년 국가 정부 지출의 18.3%를 차지하는 파키스탄군은 이자 지불 후 연간 예산의 상당 부분을 흡수한다. 파키스탄 사회에서 군대는 일반적으로 높은 평가를 받고 있다. 2021년 4월 현재 파키스탄은 4,516명의 인력이 해외에 배치되어 유엔 평화 유지 노력에 여섯 번째로 큰 기여를 했다. 다른 해외 배치는 다양한 아프리카 및 아랍 국가에서 군사 고문 역할을 하는 파키스탄 군인으로 구성되었다. 파키스탄군은 아랍-이스라엘 분쟁 동안 일부 아랍 국가에서 전투 사단과 여단 전력을 유지했으며, 이라크와의 제1차 걸프 전쟁에서 미국 주도 연합군을 지원했으며, 소말리아 및 보스니아 전쟁에 적극적으로 참여했다.

## 군대

### 육군

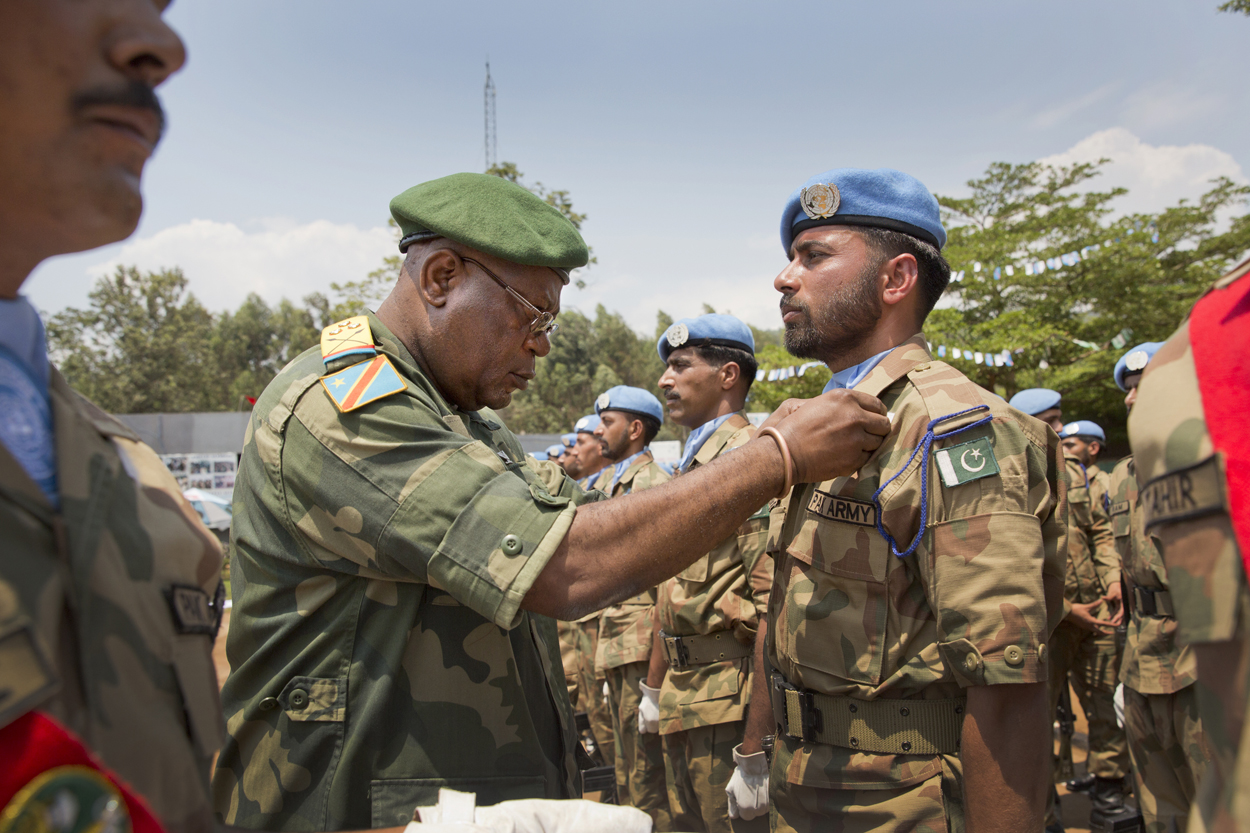
콩고 민주 공화국에서 유엔과 함께 임무를 수행한 후 장식된 파키스탄 군인들

1947년 영국령 인도가 분할된 후, 파키스탄 육군은 영국령 인도 육군에서 복무하는 인도 이슬람교도 장교들에 의해 구성되었다. 국가 군대의 가장 큰 부서인 약 55만 명의 현역 직원과 50만 명의 예비군이 있는 전문적인 자원 봉사 전투 부대이다(추정치는 매우 다양하지만). 비록 헌법이 복무 초안에 대한 근거를 제공하지만, 파키스탄에서는 징병제가 부과된 적이 없다. 총사령부(GHQ)라고 알려진 단일 지휘 구조는 합동 참모 본부에 인접한 라왈핀디 칸트에 기반을 두고 있다. 군대는 법령에 따라 총리의 자문과 확인을 통해 대통령이 임명하는 4성 장군에 의해 육군 참모총장(COAS)이 지휘한다. 2022년 현재, 아심 무니르 장군은 육군 참모총장이었다. 육군 장군 사히르 샴샤드 미르자는 현재 합동 참모 위원회의 의장이다. 군대는 기업 (예: 파우지 재단), 상업 (예: 아스카리 은행), 그리고 정치적 이익의 광범위한 범위를 가지고 있으며, 많은 경우 국가의 질서를 회복하기 위해 문민 정부를 장악했다.
전하는 바에 따르면, 육군 항공단은 약 40대의 AH-1 코브라 전투 헬리콥터를 포함하여, 약 250대의 항공기를 운용한다. 육군 전략군 사령부는 그것의 무기고에서 광범위한 미사일 시스템을 운용한다. 1990년대에 시행된 프레슬러 개정에도 불구하고, 육군은 육상 무기 시스템 개발과 군사용 하드웨어 생산에 집중해 왔다. 국내의 혁신은 G3A3 소총, 안자 미사일 시스템, 그리고 알-자라르 전차와 MBT-2000 주력전차(MBTs)의 성공적인 개발이라는 결과를 낳았다.

### 공군
파키스탄 공군사관학교의 설립으로 1947년에 창설된 파키스탄 공군(PAF)은 "국가 방위의 강력한 구성 요소"로 여겨진다. 접두사 "왕립"은 1947년에 추가되었지만 파키스탄이 1956년에 이슬람 공화국이 되면서 중단되었다. PAF는 약 943대의 전투 전투기와 200대 이상의 훈련기, 수송기, 통신기, 헬리콥터, 그리고 병력증배관 항공기를 보유한 이슬람 세계에서 7번째로 크고 가장 크다. 단일 지휘구조 항공본부(AHQ)는 이슬라마바드에 기반을 두고 있다. 공군은 법령에 따라 총리의 자문과 확인을 받아 대통령이 임명하는 4성 항공 참모총장(CAS)이 지휘한다. 2021년 3월, 현재 공군 참모총장 자히르 아마드 바바르가 CAS이다.
파키스탄의 역사에서 많은 중요한 사건들에서, 공군은 국가의 국방과 국가 안보에 중추적이고, 영향력 있고, 결정적인 역할을 했고, 시민 사회의 안정감을 증진시켰다. 군사적인 중요성과 대중의 인식에 있어서의 중요성은 다른 주요 서비스 부서들에 대한 PAF의 지배에 기여한다. PAF는 공식적으로 "두 번째는 없고, 다가오는 천년과 그 이후에 그것의 기준에 따라 살기 위한 필수적인 의지와 메커니즘과 완전히 나란히"라는 슬로건을 사용한다.
역사적으로 공군은 프레슬러 수정안의 시행에도 불구하고 성장을 뒷받침하기 위해 미국, 중국, 프랑스 항공기 기술에 크게 의존해 왔다. F-16이 공군의 중추 역할을 계속하고 있지만, JF-17의 현지 개발과 신속한 생산은 공중 전투 요구 사항을 충족시키는 대체 경로를 제공해 왔다. PAF의 설명에 따르면, 공군은 노후화된 프랑스 면허의 미라주 III와 미라주 5 전투기 몇 대를 퇴역시킬 계획이다.

### 해군
파키스탄 해군은 1947년 인도 왕립 해군에서 복무하는 인도 이슬람 장교들에 의해 결성되었다. 접두사 "왕립"은 곧 추가되었지만 파키스탄이 이슬람 공화국이 된 1956년에 중단되었다. 그것의 주요 책임은 국가의 항구, 해양 국경, 약 1,000km의 해안선의 보호를 제공하고 국가 안보와 평화 유지 임무를 지원하는 것이다. 약 71척의 군함과 36,000명의 현역 직원이 있는 그것의 작전 범위는 해상에 기반을 둔 세계 테러, 마약 밀수, 그리고 인신매매의 위협에 대응하는 더 큰 국가적인 그리고 국제적인 책임으로 확장되었다.
해군본부(NHQ)로 알려진 단일 지휘구조는 합동참모본부에 인접한 라왈핀디 칸트에 기반을 두고 있다. 해군은 법령에 의해 대통령이 임명하는 4성 장군인 해군참모총장(CNS)이 총리의 필요한 협의와 확인을 받아 지휘한다. 2020년 10월 현재 무함마드 암자드 칸 니아지 제독이 해군 참모총장이다.

### 해안경비대
파키스탄 해안경비대(PCG)는 파키스탄의 해상 이익을 보호하고 해상법을 시행하며, 인접 지역과 배타적 경제수역을 포함한 파키스탄 영해를 관할한다.
해경은 평화시에는 파키스탄 해군, 해양부와 긴밀히 협력해 내무부의 행정 통제를 받지만 전시에는 국방부의 작전 통제를 받게 된다.

## 군사 사법 제도
파키스탄의 군사사법체계는 군 간 행정을 담당하는 판사 변호사 본부(JAG)에 달려 있으며, 모든 군 형사사건은 군 합동재판소의 고위 관계자들이 감독한다. 각 주요 복무부는 1952년에 공포된 독자적인 복무법인 육군사법법, 1953년에 제정된 PAF사법법, 1961년에 제정된 해군조례를 가지고 있다. 현역 유니폼을 입은 JAG 공무원들의 신분은 기밀로 유지되며, 그러한 개인들의 어떤 세부사항도 언론에 공개되지 않는다.
이 세 가지 서비스 법은 모두 국방부의 중앙 보고 감독하에 있는 개별 주요 서비스 부서에 의해 관리된다. 육군은 4단계 체계를 가지고 있는 반면, 공군과 해군은 3단계 체계를 가지고 있다. 모든 3단계 체계의 두 가지 상위 단계는 일반 법원-군사와 지방 법원-군사이고, 세 번째 단계는 육군, 공군, 해군의 야전 일반 법원-군사로 구성된다. 육군의 4단계 단계는 약식 법원-군사로 구성된다. 이 단계의 차이는 그들의 역량이 장교 또는 입대한 사람들에게까지 확장되는지 여부와 부과될 수 있는 처벌의 심각성을 반영한다.
파키스탄의 대법원과 민간 법원은 군사 판사들이 내린 결정에 의문을 제기할 수 없으며, 일사부재리는 금지된다. 군 구성원이 민간인을 상대로 범죄를 저질렀다고 주장되는 사건에 대해서는 국방부와 법무부(MoJ)가 군사 법원이 관할하든 민간 법원이 관할하든 재판받을 사건의 기소를 결정한다. 현역 시절 저지른 중범죄로 기소된 전직 민간 생활 군인들은 군사 법원의 관할 하에 소추 책임을 진다. 이 법원들은 사형을 포함한 광범위한 처벌을 내릴 수 있는 권한이 부여되어 있다. 모든 징역형의 선고는 군 교도소나 구치소에서 복역한다.